# Drôles d'histoires
 (février 2024).
Drôle d'histoires est une émission humoristique française, créée par Jean-Pierre Carriau, et diffusée de 1990 à avril 1992 sur La Cinq.

## Histoire
En 1990, Jean-Pierre Carriau dirige Performances d'acteurs, le Festival du Café-théâtre de Cannes, crée Art NAC une maison de production spécialisée dans l’humour. Il diffuse des extraits de spectacles pour La Cinq dans un module court appelé Drôles d'histoires avant et après le Journal de 20 heures (La Cinq) jusqu'au 2 mars 1990. Cédant ensuite sa place au dessin-animé Manu,.
Puis, des émissions thématiques sous forme de compilations sont réalisées:Les Fléaux capitaux, rebaptisée Spécial drôles d'histoires du 21 avril 1990 au 1er juillet 1990. Enfin Rires en stock chaque dimanche d'avril à juin 1991. L'émission propose de voter d'une semaine sur l'autre pour son sketch préféré.
Puis dès avril 1991 un module court du nom de C'est pour rire refait son apparition diffusé de manière aléatoire.
Jean-Pierre Carriau réalise également de nombreuses captations de pièces et de one man–woman show. Diffusées sur La Cinq, puis France 2, les pièces sont de plus en plus disponibles pour le public.

### Première saisonLes Fléaux capitaux
| N°   | Titre                                     | Diffusion              |
| ---- | ----------------------------------------- | ---------------------- |
| 1.01 | La radio et la télévision                 | La Cinq, 21 avril 1990 |
| 1.02 | Titre inconnu                             | La Cinq, 22 avril 1990 |
| 1.03 | La maladie et la mort                     | La Cinq, 28 avril 1990 |
| 1.04 | La politique                              | La Cinq, 29 avril 1990 |
| 1.05 | Le sport par Guy Laporte                  | La Cinq, 30 avril 1990 |
| 1.06 | Les loisirs et les vacances par Yves Riou | La Cinq, 1er mai 1990  |
| 1.07 | La publicité                              | La Cinq, 5 mai 1990    |
| 1.08 | Titre inconnu                             | La Cinq, 6 mai 1990    |
| 1.09 | La consommation et l'écologie             | La Cinq, 7 mai 1990    |
| 1.10 | L'armée                                   | La Cinq, 8 mai 1990    |
| 1.11 | Le racisme                                | La Cinq, 12 mai 1990   |
| 1.12 | Le téléphone                              | La Cinq, 13 mai 1990   |
| 1.13 | L'alcoolisme                              | La Cinq, 19 mai 1990   |
| 1.14 | La cuisine                                | La Cinq, 20 mai 1990   |
| 1.15 | Le couple                                 | La Cinq, 25 mai 1990   |
| 1.16 | L'éducation                               | La Cinq, 26 mai 1990   |

### Deuxième saisonSpécial drôles d'histoires
| N°   | Titre         | Diffusion                 |
| ---- | ------------- | ------------------------- |
| 2.01 | Le sexe       | La Cinq, 2 juin 1990      |
| 2.02 | Le show-biz   | La Cinq, 3 juin 1990      |
| 2.03 | Titre inconnu | La Cinq, 9 juin 1990      |
| 2.04 | Titre inconnu | La Cinq, 10 juin 1990     |
| 2.05 | Titre inconnu | La Cinq, 16 juin 1990     |
| 2.06 | Titre inconnu | La Cinq, 17 juin 1990     |
| 2.07 | Titre inconnu | La Cinq, 23 juin 1990     |
| 2.08 | Titre inconnu | La Cinq, 24 juin 1990     |
| 2.09 | Titre inconnu | La Cinq, 30 juin 1990     |
| 2.10 | Titre inconnu | La Cinq, 1er juillet 1990 |